# 郷亜里砂
郷 亜里砂（ごう ありさ、1987年12月12日 - ）は、北海道別海町出身のスピードスケート選手。山梨学院大学卒業。イヨテツスピードクラブ所属。
平昌オリンピックに出場して、女子500mで8位入賞を果たした。

## 経歴
3歳からスピードスケートを始める。ホテルを営む自宅の前にスケートリンクがある環境で育った。小学5年生からは、スピードスケートとショートトラックの両立に取り組んだ。
高校のとき、親元を離れて白樺学園高等学校に進学。しかし高校時代は、3年生のときに出場した全国高等学校総合体育大会で、女子500mで4位になった以外は、目立った成績を残せなかった。そのため、専門学校に通って次の道を探そうとパンフレットを眺める日々だったとのことだが、「『逃げるのか』『もう少し頑張ってみないか』と、父が熱心に言い続けてくれた」ことで思い直して、山梨学院大学へと進学する。
大学で、川上隆史監督に出会う。大学では再び、スピードスケートとショートトラックの両立に取り組み、「安定したカーブ技術」を培った。大学では2010年の日本学生氷上競技選手権大会で、女子500m、女子1000mで「大学生2冠」になるほどに成長。川上監督曰く「体格的には決して恵まれていない。その分、練習でも常に全力だった」「小さい体でも当たり負けしなかった」という。
しかし、実業団から声が掛かることはなく、川上監督のつてを頼って、山口国体に向けての山口県の強化選手を2年間務める。その後も、帯広市内の会社の支援でさらに2年間競技を続けたが、2013年のソチオリンピック代表選考会は女子500mで5位にとどまり、オリンピック出場は叶わなかった。
「もうちょっとなのになと、ずっと悔しい思いをしてきた。このまま続けていても成績が出るかどうかも分からない。もうやめた方がいいのかな…」と、現役引退を真剣に考えるほどに落ち込んだが、恩師である川上監督が「もう少し頑張ったら五輪に行けるぞ」「まだ追いつけるよ。応援してくれる人もいるから」と励まし続けた。そのようなときに、山梨学院大学のOBで愛媛県スケート連盟理事長を務める井上清孝が声を掛けて、「競技をやめようと思っていたけれど、周りが『もう少し続けたらいけるんじゃないか』と応援してくれた。平昌までがんばってみようという気持ちに変わってきた」と再起を決心。2014年から、（愛媛国体に向けての愛媛県の強化選手として）愛媛県のスポーツ専門員に採用されて、同時に伊予鉄グループの「イヨテツスピードクラブ」に所属することとなった。所属先を愛媛に移してから程なくしての2014年、ナショナルチームの一員に選出された。ナショナルチーム入りしてからは、課題であるパワー不足の改善のために、スクワット、自転車トレーニング、1日5食の「食トレ」などに取り組んだ。トレーニングの成果により、「筋力数値が年々上がり、それまで細かった体ががっちりした。氷を蹴る力も強くなった」「スタートからの200メートルが良くなった。さらにそこからのラップも出せるようになった」という。
2017年1月28日の愛媛国体の女子500mで優勝。2017年2月21日、札幌冬季アジア大会スピードスケートの女子500mで、37秒735で3位（銅メダル）になった。アジア大会での活躍を受けて、同年3月30日、愛顔えひめスポーツ賞を受賞した。郷にとって、愛媛はいつしか「第二の故郷」になっていた。
遅咲きの才能は、平昌オリンピックを迎えるシーズンで開花する。2017年11月12日、ワールドカップのヘーレンフェーン大会での女子500mで、37秒88で3位になり、自身初めての国際大会での表彰台に立った。この大会をはじめ、ワールドカップでは出場5試合のうち4試合で表彰台に立った（いずれも3位）。
エムウェーブで開催された代表選考会では、500mで37秒40で2位（低地での自己ベスト）、1000mでも3位に入り、30歳にして自身初めてのオリンピック出場を叶えた。「ここまで時間はかかりましたが、やっとオリンピックの舞台に立てる。今までスケートでいい環境をそろえて下さった方々にも感謝を伝えたい」「諦めないでやってきて良かった」と意気込みを述べて、「平昌オリンピックでメダル獲得」を目標に掲げた。
決して平たんではなかった道のりを乗り越えての平昌オリンピック本番では、500mと1000ｍの2種目での出場になり、特に女子500mで「メダル候補」と呼ばれるほどにまで成長した状況で迎えた。自身1種目目の女子1000mでは、1分15秒84で13位（入賞はならなかったが、タイムは「低地での自己ベスト」だった）。そして、本命と位置付けた女子500ｍは、李相花と同走であった（直前の組で小平奈緒が36秒94の五輪新記録を記録していた。小平は金メダルに輝いた）。しかし結果は、37秒67で8位。入賞は果たしたが、目標としたメダルは「0秒33」の差で届かなかった（同走であった李相花は37秒33で銀メダル）。試合後のインタビューでは「スタートしてからは無心で、何も考えられなかった。あっという間の500メートルでした」「力は全部この舞台で出し切れたのかなという思いと、これがオリンピックなんだなという気持ち。タイムを見て悔しさしかなかった」「目標にしていたメダルには届かなかったですけど…」「すいません。たくさんの方に応援していただけたので、少しでもこの舞台で滑っているところを見てもらって良かったと思います」と溢れ出る涙を堪え切れなかった一方で、支えてくれた人々に感謝の言葉を述べた。
2018年3月23日、所属先のある松山市で開かれた平昌五輪の報告会で現役引退を表明したが、2019年3月27日、現役復帰を表明。
2020年11月13日、北海道帯広市の明治北海道十勝オーバルで開催されたスピードスケート・全日本選抜競技会帯広大会　第1日の女子500メートルで38秒28を記録し、2018年平昌五輪金メダルの小平奈緒を0秒02差で破り優勝した。